# DTM 2011
DTM 2011 var den tolfte säsongen av det tyska standardvagnsmästerskapet Deutsche Tourenwagen Masters. Martin Tomczyk vann förarmästerskapet och Abt Sportsline vann teammästerskapet.

## Team och förare
| Märke         | Team               | Nr | Förare               | Race       |
| ------------- | ------------------ | -- | -------------------- | ---------- |
| Mercedes-Benz | HWA Team           | 2  | Gary Paffett         | 1 →        |
| Mercedes-Benz | HWA Team           | 3  | Bruno Spengler       | 1 →        |
| Mercedes-Benz | HWA Team           | 6  | Ralf Schumacher      | 1 →        |
| Mercedes-Benz | HWA Team           | 7  | Jamie Green          | 1 →        |
| Mercedes-Benz | Persson Motorsport | 10 | Susie Wolff          | 1 →        |
| Mercedes-Benz | Persson Motorsport | 11 | Christian Vietoris   | 1 →        |
| Mercedes-Benz | Persson Motorsport | 20 | Renger van der Zande | 1 →        |
| Mercedes-Benz | Mücke Motorsport   | 16 | Maro Engel           | 1 →        |
| Mercedes-Benz | Mücke Motorsport   | 17 | David Coulthard      | 1 →        |
| Audi          | Abt Sportsline     | 4  | Timo Scheider        | 1 →        |
| Audi          | Abt Sportsline     | 5  | Oliver Jarvis        | 1 →        |
| Audi          | Abt Sportsline     | 8  | Mattias Ekström      | 1 →        |
| Audi          | Abt Sportsline     | 9  | Mike Rockenfeller    | 1 → 3, 5 → |
| Audi          | Abt Sportsline     | 9  | Tom Kristensen       | 4          |
| Audi          | Abt Sportsline     | 22 | Miguel Molina        | 1 →        |
| Audi          | Team Phoenix       | 14 | Martin Tomczyk       | 1 →        |
| Audi          | Team Phoenix       | 15 | Rahel Frey           | 1 →        |
| Audi          | Team Rosberg       | 18 | Filipe Albuquerque   | 1 →        |
| Audi          | Team Rosberg       | 19 | Edoardo Mortara      | 1 →        |

## Tävlingskalender
|    | Bana                          | Datum        | Pole position     | Snabbaste varv    | Vinnande förare   | Vinnande team  |
| -- | ----------------------------- | ------------ | ----------------- | ----------------- | ----------------- | -------------- |
| 1  | Hockenheimring                | 1 maj        | Bruno Spengler    | Bruno Spengler    | Bruno Spengler    | HWA Team       |
| 2  | Circuit Park Zandvoort        | 15 maj       | Bruno Spengler    | Mike Rockenfeller | Mike Rockenfeller | Abt Sportsline |
| 3  | Red Bull Ring                 | 5 juni       | Martin Tomczyk    | Bruno Spengler    | Martin Tomczyk    | Team Phoenix   |
| 4  | EuroSpeedway Lausitz          | 19 juni      | Bruno Spengler    | Timo Scheider     | Martin Tomczyk    | Team Phoenix   |
| 5  | Norisring                     | 3 juli       | Bruno Spengler    | Jamie Green       | Bruno Spengler    | HWA Team       |
| 6  | Nürburgring                   | 7 augusti    | Mattias Ekström   | David Coulthard   | Mattias Ekström   | Abt Sportsline |
| 7  | Brands Hatch                  | 4 september  | Mike Rockenfeller | Martin Tomczyk    | Martin Tomczyk    | Team Phoenix   |
| 8  | Motorsport Arena Oschersleben | 18 september | Miguel Molina     | Mattias Ekström   | Mattias Ekström   | Abt Sportsline |
| 9  | Circuit Ricardo Tormo         | 2 oktober    | Mattias Ekström   | Timo Scheider     | Mattias Ekström   | Abt Sportsline |
| 10 | Hockenheimring                | 23 oktober   | Miguel Molina     | Jamie Green       | Jamie Green       | HWA Team       |

## Slutställningar

### Förarmästerskapet
| Position        | 1:a | 2:a | 3:a | 4:a | 5:a | 6:a | 7:a | 8:a | 9:a | 10:a |
| Poängfördelning | 25p | 18p | 15p | 12p | 10p | 8p  | 6p  | 4p  | 2p  | 1p   |

| Pos. | Förare               | HOC | ZAN | RBR | LAU | NOR | NÜR | BRH | OSC | VAL | HOC | Poäng |
| ---- | -------------------- | --- | --- | --- | --- | --- | --- | --- | --- | --- | --- | ----- |
| 1    | Martin Tomczyk       | 5   | 3   | 1   | 1   | 3   | 5   | 1   | 2   | 3   | 2   | 72    |
| 2    | Mattias Ekström      | 2   | 8   | Ret | 11  | 7   | 1   | 2   | 1   | 1   | 6   | 52    |
| 3    | Bruno Spengler       | 1   | 2   | 4   | 3   | 1   | 2   | 7   | 13† | 7   | 9   | 51    |
| 4    | Timo Scheider        | 4   | 5   | 7   | 2   | 4   | 4   | 16  | Ret | 4   | 7   | 36    |
| 5    | Jamie Green          | 7   | 4   | 6   | 6   | 2   | 6   | 8   | 11  | 10  | 1   | 35    |
| 6    | Mike Rockenfeller    | 11  | 1   | 5   |     | 14  | 3   | 6   | 6   | 9   | 4   | 31    |
| 7    | Gary Paffett         | 6   | 9   | 8   | 4   | Ret | 8   | 4   | 4   | 8   | 5   | 25    |
| 8    | Ralf Schumacher      | 3   | 11  | 2   | 12  | 6   | Ret | 5   | Ret | 13  | 11  | 21    |
| 9    | Edoardo Mortara      | 14  | 6   | 16  | Ret | 5   | 7   | 3   | 3   | 16† | 13  | 21    |
| 10   | Oliver Jarvis        | 9   | 10  | 3   | 5   | 15  | 10  | 9   | 9   | 6   | 8   | 14    |
| 11   | Miguel Molina        | 16  | 14  | 11  | 16† | 12  | 12  | Ret | 8   | 5   | 3   | 11    |
| 12   | Filipe Albuquerque   | 17  | Ret | 12  | 8   | 16  | 9   | 11  | Ret | 2   | 10  | 9     |
| 13   | Maro Engel           | 8   | 7   | 14  | 10  | 9   | 15  | 10  | 7   | 15  | 14  | 5     |
| 14   | Christian Vietoris   | 13  | 15  | 15  | 9   | 11  | 13  | 13  | 5   | 12  | Ret | 4     |
| 15   | Tom Kristensen       |     |     |     | 7   |     |     |     |     |     |     | 2     |
| 16   | David Coulthard      | 10  | 16  | 9   | 13  | 8   | 17  | 12  | 10  | DSQ | 17† | 1     |
| —    | Renger van der Zande | 18† | 13  | 10  | 14  | 10  | 11  | 15  | Ret | DSQ | 12  | 0     |
| —    | Susie Wolff          | 12  | 12  | 13  | DNS | 13  | 14  | 14  | Ret | 11  | 15  | 0     |
| —    | Rahel Frey           | 15  | 17  | 17  | 15  | 17  | 16  | 17† | 12  | 14  | 16  | 0     |
| Pos. | Förare               | HOC | ZAN | RBR | LAU | NOR | NÜR | BRH | OSC | VAL | HOC | Poäng |

| Färg   | Tecken                 | Betydelse              |
| ------ | ---------------------- | ---------------------- |
| Guld   | 1                      | Segrare                |
| Silver | 2                      | Tvåa                   |
| Brons  | 3                      | Trea                   |
| Grön   | Placering (med poäng)  | Placering (med poäng)  |
| Blå    | Placering (utan poäng) | Placering (utan poäng) |
| Blå    | NC                     | Ej klassificerad       |
| Lila   | DNF                    | Avslutade ej           |
| Lila   | RET                    | Avbröt tävlingen       |
| Röd    | DNQ                    | Ej kvalificerad        |
| Röd    | DNPQ                   | Ej för-kvalificerad    |
| Röd    | DNA                    | Icke närvarande        |
| Svart  | DSQ                    | Diskvalificerad        |
| Vit    | DNS                    | Startade ej            |
| Vit    | WD                     | Drog sig ur            |
| Vit    | C                      | Racet inställt         |
| Blank  | DE                     | Deltog ej              |
| Blank  | EX                     | Utesluten              |

- † — Föraren gick ej i mål, men blev klassificerad för att ha kört över 90% av racedistansen.

### Teammästerskapet
| Pos. | Team                           | Nr | HOC | ZAN | RBR | LAU | NOR | NÜR | BRH | OSC | VAL | HOC | Poäng |
| ---- | ------------------------------ | -- | --- | --- | --- | --- | --- | --- | --- | --- | --- | --- | ----- |
| 1    | Audi Sport Team Abt Sportsline | 8  | 2   | 8   | Ret | 11  | 7   | 1   | 2   | 1   | 1   | 6   | 85    |
| 1    | Audi Sport Team Abt Sportsline | 9  | 11  | 1   | 5   | 7   | 14  | 3   | 6   | 6   | 9   | 4   | 85    |
| 2    | HWA Team                       | 2  | 6   | 9   | 8   | 4   | Ret | 8   | 4   | 4   | 8   | 5   | 76    |
| 2    | HWA Team                       | 3  | 1   | 2   | 4   | 3   | 1   | 2   | 7   | 13  | 7   | 9   | 76    |
| 3    | Audi Sport Team Phoenix        | 14 | 5   | 3   | 1   | 1   | 3   | 5   | 1   | 2   | 3   | 2   | 72    |
| 3    | Audi Sport Team Phoenix        | 15 | 15  | 17  | 17  | 15  | 17  | 16  | 17  | 12  | 14  | 16  | 72    |
| 4    | HWA Team                       | 6  | 3   | 11  | 2   | 12  | 6   | Ret | 5   | Ret | 13  | 11  | 56    |
| 4    | HWA Team                       | 7  | 7   | 4   | 6   | 6   | 2   | 6   | 8   | 11  | 10  | 1   | 56    |
| 5    | Audi Sport Team Abt            | 4  | 4   | 5   | 7   | 2   | 4   | 4   | 16  | Ret | 4   | 7   | 50    |
| 5    | Audi Sport Team Abt            | 5  | 9   | 10  | 3   | 5   | 15  | 10  | 9   | 9   | 6   | 8   | 50    |
| 6    | Audi Sport Team Rosberg        | 18 | 17  | Ret | 12  | 8   | 16  | 9   | 11  | Ret | 2   | 10  | 30    |
| 6    | Audi Sport Team Rosberg        | 19 | 14  | 6   | 16  | Ret | 5   | 7   | 3   | 3   | 16  | 13  | 30    |
| 7    | Audi Sport Team Abt            | 22 | 16  | 14  | 11  | 16  | 12  | 12  | Ret | 8   | 5   | 3   | 11    |
| 8    | Mücke Motorsport               | 16 | 8   | 7   | 14  | 10  | 9   | 15  | 10  | 7   | 15  | 14  | 6     |
| 8    | Mücke Motorsport               | 17 | 10  | 16  | 9   | 13  | 8   | 17  | 12  | 10  | DSQ | 17  | 6     |
| 9    | Persson Motorsport             | 10 | 12  | 12  | 13  | DNS | 13  | 14  | 14  | Ret | 11  | 15  | 4     |
| 9    | Persson Motorsport             | 11 | 13  | 15  | 15  | 9   | 11  | 13  | 13  | 5   | 12  | Ret | 4     |
| —    | Persson Motorsport             | 20 | 18  | 13  | 10  | 14  | 10  | 11  | 15  | Ret | DSQ | 12  | 0     |
| Pos. | Team                           | Nr | HOC | ZAN | RBR | LAU | NOR | NÜR | BRH | OSC | VAL | HOC | Poäng |

| Färg   | Tecken                 | Betydelse              |
| ------ | ---------------------- | ---------------------- |
| Guld   | 1                      | Segrare                |
| Silver | 2                      | Tvåa                   |
| Brons  | 3                      | Trea                   |
| Grön   | Placering (med poäng)  | Placering (med poäng)  |
| Blå    | Placering (utan poäng) | Placering (utan poäng) |
| Blå    | NC                     | Ej klassificerad       |
| Lila   | DNF                    | Avslutade ej           |
| Lila   | RET                    | Avbröt tävlingen       |
| Röd    | DNQ                    | Ej kvalificerad        |
| Röd    | DNPQ                   | Ej för-kvalificerad    |
| Röd    | DNA                    | Icke närvarande        |
| Svart  | DSQ                    | Diskvalificerad        |
| Vit    | DNS                    | Startade ej            |
| Vit    | WD                     | Drog sig ur            |
| Vit    | C                      | Racet inställt         |
| Blank  | DE                     | Deltog ej              |
| Blank  | EX                     | Utesluten              |

- † — Föraren gick ej i mål, men blev klassificerad för att ha kört över 90% av racedistansen.